# Кравченко, Василий Фёдорович
Васи́лий Фёдорович Кра́вченко (1921—1960) — Гвардии младший лейтенант Рабоче-крестьянской Красной Армии, участник Великой Отечественной войны, Герой Советского Союза (1945).

## Биография
Василий Кравченко родился 23 июня 1921 года в селе Погребище (ныне — посёлок в Винницкой области Украины). Украинец. После окончания шести классов школы работал сахароваром. В 1940 году Кравченко был призван на службу в Рабоче-крестьянскую Красную Армию. С мая 1942 года — на фронтах Великой Отечественной войны. В 1943 году Кравченко окончил курсы младших лейтенантов. К январю 1945 года гвардии младший лейтенант Василий Кравченко командовал взводом автоматчиков 66-й гвардейской танковой бригады 12-го гвардейского танкового корпуса 2-й гвардейской танковой армии 1-го Белорусского фронта. Отличился во время Висло-Одерской операции.
В январе 1945 года взвод Кравченко, участвуя в боях, уничтожил большое количество вражеских солдат и офицеров, освободил из концентрационного лагеря более чем 170 граждан СССР и захватил эшелон с военным грузом. 2 февраля 1945 года Кравченко получил тяжёлое ранение.
Указом Президиума Верховного Совета СССР от 24 марта 1945 года гвардии младший лейтенант Василий Кравченко был удостоен высокого звания Героя Советского Союза с вручением ордена Ленина и медали «Золотая Звезда».
После окончания войны Кравченко был уволен в запас. Проживал в Сызрани, работал в тресте столовых. Скоропостижно скончался 21 ноября 1960 года.
Был также награждён орденом Отечественной войны 2-й степени и рядом медалей.